# Макс Пэйн
Макс Пэйн (англ. Max Payne) — главный герой одноимённой игровой серии, создававшейся в стилистике неонуара. Персонаж дебютировал в шутере от третьего лица Max Payne 2001 года, разработанном компанией Remedy Entertainment по сценарию Сэма Лейка. Издатель игры, 3D Realms, хотел выстроить вокруг Макса «новую игровую франшизу». В первой части серии персонаж был смоделирован с Лейка, во второй — с Тимоти Гиббса, а в третьей — с Джеймса Маккэффри; последний также озвучил протагониста во всех трёх играх. Марк Уолберг сыграл Макса в экранизации 2008 года. Повествование первой и третьей частей разворачивалось от лица Пэйна, в то время как во второй части Макс был одним из рассказчиков, наряду с роковой женщиной Моной Сакс.
В первой игре серии Max Payne Макс работает детективом в полиции Нью-Йорка, а затем переводится в Управление по борьбе с наркотиками и становится специальным агентом под прикрытием. После того, как одни преступники убивают членов его семьи, а другие подставляют в убийстве напарника, Пэйн встаёт на путь линчевателя. Во второй игре — Max Payne 2: The Fall of Max Payne (2003) — Макс возвращается к обязанностям детектива полиции и попадает в эпицентр заговора и сталкивается со смертью и предательством, которые затрагивают его личную жизнь. В начале Max Payne 3 (2012), разработанной Rockstar Games, Макс работает телохранителем богатого бразильского бизнесмена Родриго Бранко, но вскоре вновь становится невольным участником ещё одного заговора. СМИ высоко оценили образ, эволюцию и историю персонажа.

## Создание

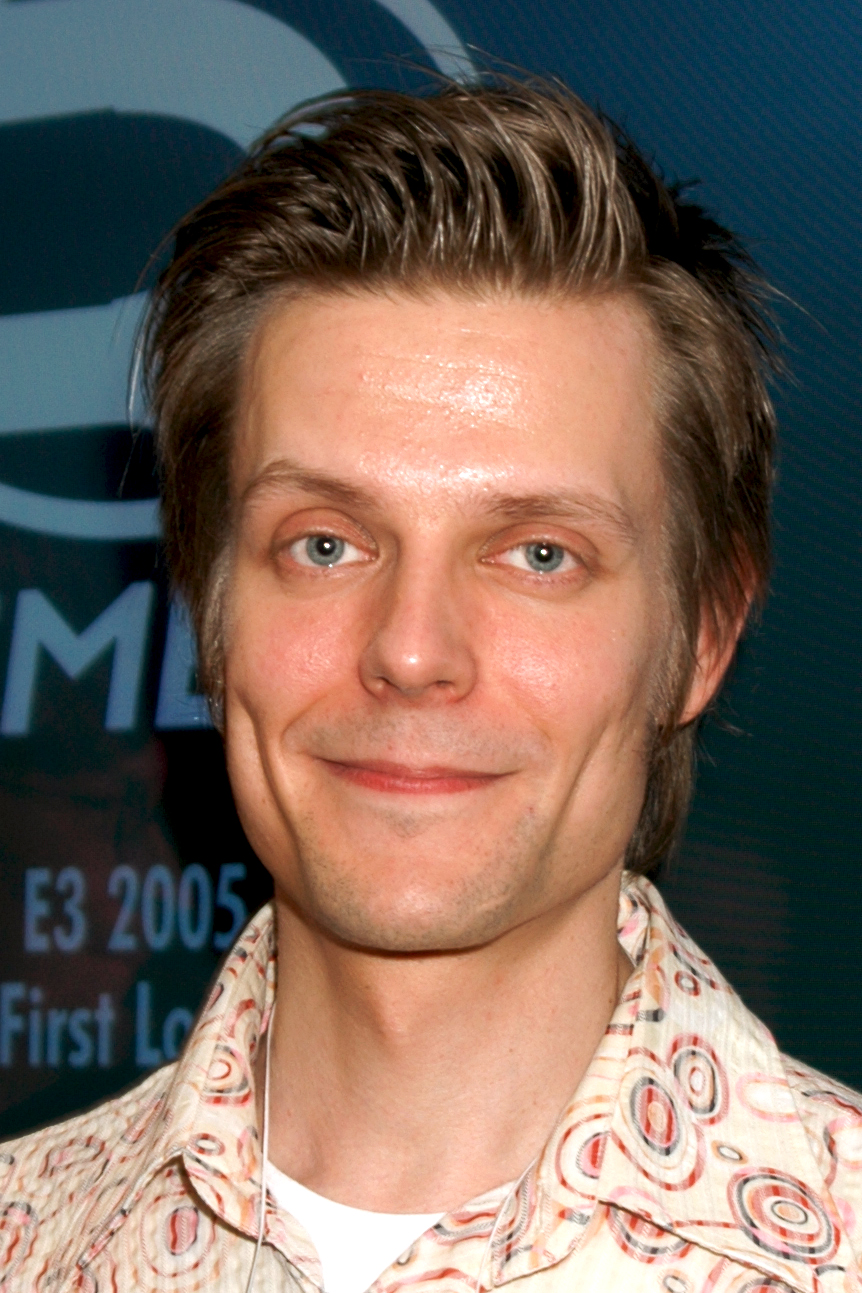
Создатель Макса Пэйна Сэм Лейк; в первой части также послужил прототипом для главного героя

Во время разработки Max Payne издатель 3D Realms «хотел создать ещё одного сильного персонажа, вокруг которого можно было бы выстроить новую игровую франшизу, как это было в случае с Дюком Нюкемом». Изначально главного героя игры звали Макс Хит и 3D Realms потратил более $ 20 000 на регистрацию товарного знака во всём мире, прежде чем кто-то из сотрудников компании предложил изменить фамилию персонажа на «Пэйн», а руководство одобрило его идею. Прообразом Макса Пэйна был сценарист Сэм Лейк, который написал сюжет и сценарий к игре для финской компании Remedy Entertainment. Также Лейк сыграл персонажа для кат-сцен, создававшихся в формате графического романа. Тем не менее, в сиквеле Max Payne 2: The Fall of Max Payne Лейк отказался вернуться к роли. Разработчики, у которых на момент создания продолжения оригинальной игры был больший бюджет, наняли профессиональных актёров, а в качестве новой модели для Макса Пэйна выбрали Тимоти Гиббса.
В обеих играх Пэйна озвучил Джеймс Маккэффри; актёр заявил: «Ранее я работал над сериалом под названием „Правосудие по Свифту“ (1996), и мой тамошний герой напоминал Макса Пэйна, так как они оба пережили утрату в семье и поддались мести, однако я не думаю, что Макс был основан на каком-то конкретном персонаже». Когда Rockstar Games приступила к разработке третьей части серии, представители компании заявили, что Макса Пэйна озвучит более возрастной актёр. Тем не менее, в конечном итоге Маккефри вернулся к роли Макса в Max Payne 3; на этот раз он не только озвучил персонажа, но и сыграл его с помощью технологии захвата движения. По словам Маккаффри, благодаря живой постановке сцен диалоги давались ему легче, а сам процесс актёр описал, как «принуждение играть в „Аватаре“ (2009)». Фанаты серии были крайне недовольны редизайном персонажа, который набрал лишний вес и налысо побрил голову. Принимая во внимание критику Rockstar Games пересмотрела концепцию игры, вернув Максу Пэйну его «классический» дизайн во флэшбеках, действие которых разворачивалось в Нью-Джерси. Сэм Хаузер из Rockstar проккоментировал новый образ Пэйна: «Мы никогда не видели Макса таким: он постарел на несколько лет, ещё пуще устал от мира и стал более циничным, чем когда-либо». Маккефри сравнил Макса из третьей игры с героем фильма «Жажда смерти» (1974) Полом Керси, роль которого исполнил Чарльз Бронсон.

### Образ
Макс Пэйн в определении нуарных фильмов — «человек на дне», попавший в фатальную ситуацию против своей воли. Пэйн — антигерой, что подтверждает сам персонаж следующей репликой: «Я не был одним из них, я не был героем». Протагонист получил широкую известность благодаря своим сложным метафорическим выражениям, а также игре слов, к которым он прибегает у себя в голове, когда комментирует положение дел. Макс — интроверт, изъясняющийся драматическими и болезненно циничными монологами при описании происходящих с ним ситуаций. Разработчики игр не раз намекали, что Макс выпадает из реальности.
В начале первой игры Макс изображается как весёлый, жизнерадостный экстраверт в счастливом браке. Тем не менее, после убийства его жены и дочери, Макс теряет смысл жизни и начинает слепо стремиться к своей единственной цели: мести. Несмотря на это, Пейн не утрачивает человечность в полной мере, так как с первого взгляда влюбляется в роковую наёмную убийцу Мону Сакс и заводит дружбу с русским мафиози Владимиром Лемом. На протяжении всей игровой серии Макс демонстрирует признаки вины уцелевшего и саморазрушительное поведение, считая, что его жизнь оборвалась «за одну нью-йоркскую минуту». В конце второй игры он наконец обретает внутренний покой, заключая: «Мне приснилась жена. Она была мертва. Но всё было в порядке». Тем не менее, во вступительном ролике Max Payne 3 персонаж вновь пытается найти утешение в потреблении алкоголя и в ярости бросает в стену фотографию, на которой, по всей видимости, была изображена его семья, а затем раскаивается в своём поступке и поднимает её.
Вице-президент Rockstar Дэн Хаузер описал Макса Пэйна в третьей игре как «пьяного, несколько угрюмого, овдовевшего полицейского в отставке, пытающегося жить в мире с самим собой […] сломленного человека, который убивал всю свою жизнь […] который хочет быть созерцателем, но более эффективен, как деятель. Он замыкается в себе или совершает ошибки, когда растворяется в мыслях, однако в действии он неподражаем, практически сверхчеловек. Эти крайности составляют его личность, и на дихотомии между ними строится как его жизнь, так и сюжет игры. По-видимому, он не может двигаться вперёд эмоционально, в то время как физически он неумолим». Кроме того, Макс вполне осознаёт свои недостатки и изъяны, о чём говорит фраза: «Я не качусь под откос — я уже скатился. Жалкая пародия на самого себя». В Max Payne 3 он демонстрирует не только склонность к насилию, но и больший самоконтроль, чем в предыдущих частях.

## Появления

### Игры

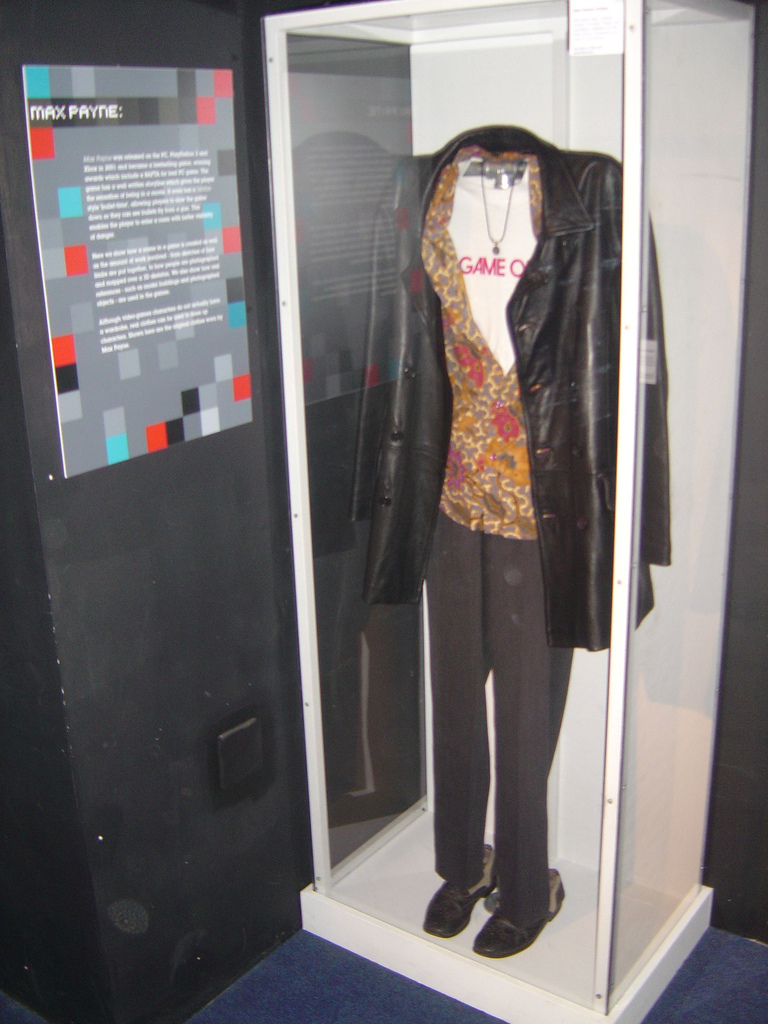
Одежда Макса из первой части, представленная на выставке «Game On» в Музее науки

В первой части серии, сюжет которой разворачивается между 1998 и 2001 годами, Макс Пэйн предстаёт как бывший детектив по расследованию убийств Департамента полиции Нью-Йорка, жену и дочь которого убили ворвавшиеся в их дом наркоманы; это произошло из-за журналистского расследования жены Макса, Мишель, освещающей распространение уличного наркотика под названием «Валькирин». Одержимый местью Макс присоединяется к Управлению по борьбе с наркотиками в качестве специального агента под прикрытием в мафиозной среде. Когда коррумпированный коллега Макса убивает его напарника из полиции Нью-Йорка и Управления по борьбе с наркотиками Алекса Болдера, а СМИ выставляют козлом отпущения Пэйна, тот уходит в подполье и становится линчевателем, преследуемым как мафией, так и полицией. В конечном итоге Макс раскрывает масштабный заговор, запустивший цепочку трагических событий в его жизни, и несколько раз сталкивается с наёмной убийцей Моной Сакс. Пэйн заключает сделку с лидером тайного общества под названием «Внутренний круг», чтобы очистить своё имя в обмен на убийство бывшего члена организации Николь Хорн, ответственной за создание «Валькирина» и смерть семьи Макса. После убийства Хорн Макс добровольно сдаётся полиции.
События второй части серии происходят в 2003 году. По сюжету, Макс возвращается на службу в полицию Нью-Йорка после того, как лидер «Внутреннего круга» помогает снять с него все обвинения. Макс проводит расследование серии убийств, совершённых таинственной боевой группой, известной как «Уборщики», которая пытается убить всех членов «Внутреннего круга». Вскоре Макс воссоединяется с Моной Сакс и разгадывает тайну «Внутреннего Круга», однако расследование заканчивается смертью Моны.
Действие третьей части охватывает 2012 год. Макс уходит из полиции на пенсию и продолжает жить в Нью-Джерси. У него появляется пристрастие к алкоголю и обезболивающим. Пэйн переходит дорогу мафии, после чего сложившиеся обстоятельства вынуждают его бежать из города и переехать в Сан-Паулу по приглашению его бывшего сокурсника Рауля Пассоса. В Бразилии Макс устраивается на работу в службу безопасности богатого бизнесмена Родриго Бранко. Когда жену Родриго похищают, Пэйн выходит на след торгующей человеческими органами банды, состоящей из местных уличных группировок, профессиональных наёмников и коррумпированных оперативников из бразильской полиции, и, в конечном итоге, уничтожает её.

### Кино
В экранизации, основанной на сюжете первой части, Макс Пэйн также предстаёт полицейским, который стремится отомстить виновным в смерти его семьи. По словам исполнителя роли Марка Уолберга, сценарий Бо Торна показался ему «потрясающим» после прочтения, однако актёр насторожился, узнав, что фильм основан на компьютерной игре. Уолберг описал свою роль следующим образом: «Пожалуй это одна из самых нервных, но в то же время, и одна из самых глубоких ролей, которые мне довелось играть. Был очень счастливый парень с неприятной работой и прекрасной семьёй, которой его лишили. Затем он впал в буйство на поводу эмоций». Скотту Миллеру из 3D Realms не понравился экранный образ персонажа, который, по его мнению, не соответствовал оригинальному игровому.

### Другие появления
Ранние годы Макса были освещены в цифровом комиксе-приквеле к Max Payne 3, состоящем из трёх выпусков, которые Rockstar Games создавала в сотрудничестве с Marvel Comics. Макс родился в семье Хелен и Джека Пэйнов. Отец Макса был ветераном Вьетнама, страдавшим посттравматическим стрессовым расстройством, он изменял своей жене, а иногда и избивал её. Важное влияние на мировоззрение мальчика оказал его дед по материнской линии, профессор колледжа, который рассказывал истории из древней мифологии. Хелен умерла в 1976 году, возможно из-за алкоголизма, а через три года скончался Джек. В молодости Макс окончил Полицейскую академию Нью-Йорка с лучшим результатом. Несколько лет спустя он познакомился со своей будущей женой Мишель, которую спас от двух грабителей. Через шесть месяцев они поженились, а 4 февраля 1998 года у них родилась дочь Роуз.
В 2012 году на Xbox Live Marketplace появились несколько вариантов костюма Макса Пэйна из первой части, которые можно было выбрать при настройке аватара. Специальное издание Max Payne 3 продавалось в комплекте с коллекционной статуэткой Макса Пэйна высотой 10 дюймов, созданной TriForce. Согласно пасхальному яйцу из игры Alan Wake (2010) от Remedy Entertainment, Макс умер в 2016 году, через тринадцать лет после событий Max Payne 2. Тем не менее, судьба персонажа не является каноном, так как права на серию перешли к Rockstar Games. В другой игре Rockstar Grand Theft Auto V (2013) игроки могут сделать одного из главных героев, Майкла Де Санту, похожим на Макса Пэйна из третьей части.

## Восприятие
Игровые журналисты высоко оценили образ, историю и развитие Макса Пэйна. После выхода первой части в 2001 году, Eurogamer провозгласил его «лучшим игровым персонажем года». PC Zone, который счёл саму игру «относительно бессмысленной», назвал Макса «изюминкой проекта», отметив: «на первый взгляд он кажется клишированным героем нуарных фильмов, однако на деле Макс Пэйн — относительно уникальный образец в играх, с превосходной историей и подходящей связной озвучкой». СМИ также включили Макса в списки «лучших игровых персонажей в истории», причём Gulf News объяснил его популярность «категорическим подходом „пленных не брать“». В 2012 году IGN назвал его «самым известным антигероем в играх», а в своей статье, посвящённой истории персонажа, The Escapist высказал мнение, что даже создатели Пэйна недооценили его привлекательность в глазах игроков; рецензент описал протагониста как «американскую помесь героев современного боевика и классического нуара, чей бой, по всей видимости, никогда не закончится». Максу посвящено большое количество статей о компьютерных играх, авторы которых сравнивают его с другими героями.
1 октября 2009 года PlayGround.ru опубликовал список «10 самых крутых главных героев компьютерных игр» по результатам голосования посетителей сайта, в котором Макс Пэйн занял 7-е место с 1170 голосами. 7 мая 2010 года GamesRadar разместил статью, посвящённую опросу на сайте MyVoucherCodes.co.uk, в котором 1400 мужчин и около 1000 женщин выбирали своего любимого игрового персонажа; Макс Пэйн расположился в нём на 8-м месте. В 2011 году Макс занял 42-е место в списке «50 лучших персонажей компьютерных игр» по версии «Книги рекордов Гиннесса».
Критики также хвалили химию между Максом и Моной Сакс. Том Макнамара из IGN назвал «неудачную историю любви» Макса и Моны отличным дополнением к Max Payne 2. В 2011 году GamesRadar описал «необычные отношения между полицейским и убийцей», как один из самых «катастрофических романов в играх». GamePro выделил сцену секса персонажей из Max Payne 2 как «одну из самых удачных эротических сцен в компьютерных играх»; по мнению рецензента, в отличие от большинства аналогичных сцен она не возникла на пустом месте.
Когда Rockstar Games опубликовали первые кадры с редизайном Макса, фанаты и игровые журналисты раскритиковали новый образ персонажа; UGO сетовал на отход от нуарной стилистики и возложил вину за внешний вид протагониста на Обадаю Стейна, Бама Бама Бигелоу, Джона Макклейна и Керри Кинга. Кит Стюарт из The Guardian высказал мнение, что в третьей части Rockstar удалось превратить «бывшего антигероя-полицейского во внушающего доверие персонажа», однако, в то же время, указал на «несоответствие между неуклюжим Максом из кинематографических сцен и атлетически сложенным психопатом, которым игроки управляют на уровнях».